# Vrána jednobarvá
Vrána jednobarvá (Corvus unicolor) je pták z čeledi krkavcovití, jenž se vyskytuje v kabupatenu Banggai v provincii Střední Sulawesi v Indonésii. Mezinárodní svaz ochrany přírody (IUCN) vránu zařadil na seznam kriticky ohrožených druhů. 
Někdy byla považována za poddruh vrány tenkozobé (Corvus enca), ačkoli od tohoto ptáka se spíše odlišuje. Svým vzezřením celkově připomíná vránu celebeskou (Corvus typicus) s černým zbarvením peří. Vrána jednobarvá je menší druh vrány, dosahuje velikosti asi 39 cm a má krátký ocas. Opeření je zcela černé a duhovka světlá.

## Objev a ohrožení
Více než sto let byl tento pták znám pouze díky dvěma vzorkům, jež byly získány na neznámém ostrově v souostroví Banggai, a to pravděpodobně v letech 1884/1885. Vědecky byl druh popsán roku 1900.
Průzkumy souostroví v letech 1991 a 1996 nepřinesly žádné věrohodné záznamy o existenci ptáka, a panovaly proto domněnky, že vrána již vyhynula. Během průzkumu prováděného v letech 2007 až 2008, který částečně financovala německá Zoologická společnost pro ochranu druhů a populací (Zoologische Gesellschaft für Arten- und Populationsschutz), byl však pták opakovaně pozorován na ostrově Peleng u jihovýchodního pobřeží ostrova Sulawesi, přičemž indonéský ornitolog Mochamad Indrawan odchytil a vyfotografoval dva jedince. Že se skutečně jedná o vránu jednobarvou potvrdila v říjnu 2009 přírodovědkyně Pamela C. Rasmussenová z Amerického přírodovědného muzea, a to na základě dvou exemplářů z Pelengu.
Celková populace vrány jednobarvé je odhadována na přibližně 500 dospělých jedinců. Vrány žijí v horských lesích v nadmořských výškách nad 500 m.
Ohrožujícími faktory jsou především ztráta a degradace přirozeného prostředí v důsledku zemědělství a těžby. Mezinárodní svaz ochrany přírody (IUCN) hodnotí vránu jednobarvou jako kriticky ohrožený druh, byť stupeň ohrožení se od 90. let 20. století značně měnil. Ve vyhodnocení z roku 1994 byla uvedena jako zranitelný druh, v roce 2000 byla přeřazena mezi druhy ohrožené, v roce na 2005 mezi kriticky ohrožené druhy (pravděpodobně vyhynulé) a v roce 2007 mezi druhy kriticky ohrožené (ale žijící).